# Mistrzostwa Polski w Pięcioboju Nowoczesnym 1978
Mistrzostwa Polski w Pięcioboju Nowoczesnym odbyły się 24 września 1978 roku w Zielonej Górze w obsadzie międzynarodowej. 
O końcowej klasyfikacji zadecydowała jazda konna, podczas której większość koni nie była przygotowana do rywalizacji. Mistrzem Polski został Marek Bajan, srebrny medal zdobył Bogdan Bartczak, a brązowy Zbigniew Pacelt. Dopiero czwarte miejsce w mistrzostwach Polski zajął najlepszy ówczesny polski pięcioboista Janusz Pyciak-Peciak, który w rywalizacji międzynarodowej sklasyfikowany został dopiero na 11. pozycji.